# Volby do zastupitelstva Kroměříže 1932
Volby do zastupitelstva Kroměříže 1932 proběhly 6. března a byly až do listopadu 1990 posledními svobodnými a soutěživými komunálními volbami, jež se ve městě uskutečnily. Volilo se celkem 36 zastupitelů, v předchozích volbách v letech 1923 a 1927 vítězná Československá strana lidová, s níž opět spojily síly místní Němci, se rozdělila na čtyři kandidátky, zatímco Republikánská strana zemědělského a malorolnického lidu neboli agrární strana, postavila oproti roku 1927 jednu kandidátní listinu, kandidátní listinu dále podala Československá strana národně socialistická, Československá živnostensko-obchodnická strana středostavovská, Československá sociálně demokratická strana dělnická, Komunistická strana Československa, dlouholetým starostou Josefem Jedličkou vedená Československá národní demokracie, Národní liga, Strana pro hájení zájmů veřejných středoškolského profesora Jana Melichara, jenž byl v letech 1923 a 1927 zvolen do zastupitelstva za lidovce, Židovské volební sdružení a Československá strana křesťansko-sociální, tzv. čuříkovci.
Volby probíhaly v době, kdy vládla druhá vláda Františka Udržala, takzvaná široká koalice sdružující pravicové, středové i levicové politické strany české i německé. Vláda termín voleb odsouvala v naději, že odezní velká hospodářská krize, což se ale nestalo a ekonomický propad v Československu se místo toho nadále prohluboval. Při volební účasti činící 85,96 % tak získala stejně jako v roce 1920 v Kroměříži nejvíce hlasů kandidátka sociální demokracie, jež o 24 hlasů těsně předčila lidovce. Za tímto jejím úspěchem stál po předchozích neúspěších v letech 1923 a 1927 jednak  výrazný vzrůst hlasů (takřka trojnásobný), jakož i rozdělení lidovců na čtyři kandidátní listiny, kteří tak ve skutečnosti získali i v těchto volbách nejvíce hlasů a mandátů.
Ve funkci starosty setrval ve svém čtvrtém volebním období národní demokrat Josef Jedlička.

## Výsledky hlasování
| Strana                                                                               | Počet hlasů (abs.) | %        | Zastupitelé |
| ------------------------------------------------------------------------------------ | ------------------ | -------- | ----------- |
| Československá sociálně demokratická strana dělnická                                 | 1 471              | 17,20    | 7           |
| Československá strana lidová                                                         | 1 447              | 16,92    | 6           |
| Československá strana národně socialistická                                          | 1 005              | 11,75    | 4           |
| Komunistická strana Československa                                                   | 856                | 10,01    | 4           |
| Československá národní demokracie                                                    | 823                | 9,62     | 4           |
| Československá živnostensko-obchodnická strana středostavovská                       | 695                | 8,13     | 3           |
| Strana pro hájení veřejných zájmů                                                    | 496                | 5,80     | 2           |
| Československá strana lidová - Sdružení křesťanských dělníků, zřízenců a zaměstnanců | 379                | 4,43     | 2           |
| Republikánská strana zemědělského a malorolnického lidu                              | 360                | 4,21     | 1           |
| Národní liga                                                                         | 307                | 3,59     | 1           |
| Československá strana lidová - Skupina lidových zemědělců a domkářů                  | 275                | 3,22     | 1           |
| Československá strana lidová - Skupina lidových živnostníků                          | 222                | 2,60     | 1           |
| Židovské volební sdružení                                                            | 158                | 1,85     | 0           |
| Československá strana křesťansko-sociální                                            | 58                 | 0,68     | 0           |
| Celkem                                                                               | 8 552              | 100,00 % | 36          |

## Zvolení zastupitelé
Do zastupitelstva byly zvoleny tyto osobnosti:
Československá sociálně demokratická strana dělnická:
- František Waisser, odborný učitel
- Augustin Koutský, stolař, dělník
- Evžen Tomeček, železniční zřízenec
- Marie Vizulová, žena strojníka
- Josef Prchal, zřízenec léčebného ústavu
- Miloš Živný ml., úředník
- František Jaroš, strojník

Československá strana lidová:
- Dr. Metoděj Barták, advokát
- P. Ludvík Kašpar, kanovník
- Vladimír Vorel, profesor státního gymnázia
- Oldřich Grégr, vrchní revident
- Emilie Domanská, choť měřičského rady
- Jan Němec, řezník

Československá strana národně socialistická:
- Alois Hrabánek, učitel
- Karel Gaja, úředník dráhy
- Anna Zapletalová, choť poštovního úředníka
- Bohumil Stavinoha, učitel

Komunistická strana Československa:
- Alois Polišenský, tovární dělník
- Františka Hrabálková, švadlena
- Antonín Bajza, obecní zaměstnanec
- Josef Kříž, tovární dělník

Československá národní demokracie:
- Josef Jedlička, starosta
- Augustin Mlčoch, praktický lékař
- Cyril Gardavský, řídící učitel
- František Vrtílek, holič

Československá živnostensko-obchodnická strana středostavovská:
- Antonín Svoboda, obchodník
- Jakub Lacina, cukrář
- Jan Krajča, zednický mistr

Strana pro hájení veřejných zájmů:
- Jan Melichar, profesor
- Aurelie Broncova, vdova po profesorovi

Československá strana lidová - Sdružení křesťanských dělníků, zřízenců a zaměstnanců:
- Josef Vacl, strojník
- František Smolka, zemský zahradník

Republikánská strana zemědělského a malorolnického lidu:
- Kozák Leopold, rolník

Národní liga:
- Josef Jurečka, obchodník

Československá strana lidová - Skupina lidových zemědělců a domkářů:
- Jan Kutňák, rolník

Československá strana lidová - Skupina lidových živnostníků:
- Jan Paška (něm. národnosti), hřebenář